# Manupecten pesfelis
Manupecten pesfelis is een tweekleppigensoort uit de familie Pectinidae. De wetenschappelijke naam van de soort werd gepubliceerd in 1758 door Carl Linnaeus in de tiende editie van Systema naturae. 